# Communauté de communes La Fleur du Nivernais
Die Communauté de communes La Fleur du Nivernais war ein französischer Gemeindeverbund mit der Rechtsform einer Communauté de communes im Département Nièvre in der Region Bourgogne-Franche-Comté. Sie wurde am 30. Dezember 1996 gegründet und umfasste 20 Gemeinden. Der Verwaltungssitz befand sich im Ort Tannay.

## Historische Entwicklung
Am 1. Januar 2017 wurde der Gemeindeverband mit
- Communauté de communes du Val du Beuvron und
- Communauté de communes du Pays Corbigeois

zur neuen Communauté de communes Tannay-Brinon-Corbigny zusammengeschlossen.

## Ehemalige Mitgliedsgemeinden
1. Amazy
2. Asnois
3. Dirol
4. Flez-Cuzy
5. Lys
6. La Maison-Dieu
7. Metz-le-Comte
8. Moissy-Moulinot
9. Monceaux-le-Comte
10. Neuffontaines
11. Nuars
12. Ruages
13. Saint-Aubin-des-Chaumes
14. Saint-Didier
15. Saint-Germain-des-Bois
16. Saizy
17. Talon
18. Tannay
19. Teigny
20. Vignol